# Spy Fox 2 : Opération Robot-expo
 (mars 2020).
Si vous disposez d'ouvrages ou d'articles de référence ou si vous connaissez des sites web de qualité traitant du thème abordé ici, merci de compléter l'article en donnant les références utiles à sa vérifiabilité et en les liant à la section « Notes et références ».
Spy Fox 2 : Opération Robot-expo (en anglais : Spy Fox 2 "Some Assembly Required") est un jeu vidéo développé et édité par Humongous sorti en 1999. C'est le deuxième jeu de la série principale de Spy Fox.

## Résumé
Napoléon Bocloporte (Napoleon LeRoach en VO), du S.M.E.L.L.Y. (Service mondial d'escroquerie, de larcin et de liquidation par les yuppies), l'ennemi juré de Spy Corps), a construit un chien-robot géant afin d'asservir l'humanité. Il l'a camouflé comme attraction principale de l'Expo Mondiale, une exposition futuriste. L'énergie du chien-robot étant générée par le tourniquet à l'entrée de l'Expo Mondiale, il faudra attendre le passage du millionième visiteur pour que le robot soit totalement remonté et qu'il commence à tout détruire, ce que Spy Fox compte empêcher.
Arrivé sur place, Spy Fox entre par les cuisines du restaurant tournant situé dans le chien-robot, restaurant où se trouve Napoléon Bocloporte. Spy Fox le rencontre alors, ce qui donne l'occasion à Bocloporte de lui expliquer son plan, ainsi qu'il n'a aucune chance de parvenir à arrêter le chien-robot : en effet, Bocloporte a caché l'interrupteur d'arrêt quelque part dans l'exposition, et même si Spy Fox arrive à le retrouver, il faudra aussi qu'il trouve le code de désactivation du chien-robot, et même s'il trouve le code de désactivation, il faudra encore qu'il arrive à pénétrer dans le talon d'Achille (qui est le talon) du chien-robot en leurrant son analyseur d'haleine... Bocloporte envoie alors Spy Fox dans la bouche du chien-robot, après s'en être échappé, Spy Fox va visiter l'exposition afin de trouver les éléments qui lui permettront d'arrêter le chien-robot...
Une fois que Spy Fox a désactivé le chien-robot, Napoléon Bocloporte s'enfuit dans les égouts. Si Spy Fox le suit à temps (comme dans les autres Spy Fox, il y a deux fin possibles : soit Spy Fox résout l'affaire, soit Spy Fox résout l'affaire et met le méchant en prison), il découvrira que le deuxième plan de Napoléon Bocloporte est de faire chauffer simultanément un million de tartines dans des grille-pains situés dans le chien-robot afin de créer un immense nuage noir au-dessus de l'Expo Mondiale. Mais un virus infecte l'ordinateur de Napoléon Bocloporte et il doit reprogrammer totalement le programme de lancement des grille-pains, ce qui laisse un peu de temps à Spy Fox pour l'empêcher de mener à bien son plan. Il faudra alors qu'il trafique le système que Napoléon Bocloporte avait mis en place pour s'échapper via les égouts pour qu'il le mène à la prison au lieu des Fidji et qu'il le fasse tomber dedans avant qu'il n'ait fini de mettre en place son deuxième plan.

## Personnage
- Oursoula : Oursoula est un personnage récurrent de Spy Fox. Dans cet opus, c'est une masseuse douloureuse.